# Фондю
Фондю́ (фр. fondue — растопленный, расплавленный, тянущийся) — национальное блюдо швейцарской кухни, также распространённое в граничащих с Швейцарией районах Франции и Италии. Приготавливается из смеси различных швейцарских сыров с добавлением белого вина, крахмала (для загустения) и кирша; как вариант возможно добавление чеснока, мускатного ореха и др.
Готовится на открытом огне в специальной жаропрочной посуде, называемой какелон (фр. caquelon), и обычно употребляется в компании: во время трапезы в полученную массу обмакивают насаженные на специальные длинные вилочки кусочки хлеба, картофеля, корнишонов, оливок и иных продуктов.
Слово «фондю» является причастием женского рода пассивного прошедшего времени французского глагола fondre («таять»), используемого в качестве существительного. Впервые оно было употреблено в 1735 году в «Cuisinier moderne» Винсента ла Шапель. В английском языке это слово зафиксировано не позднее 1878 года.

## Разновидности фондю

### Сырное фондю
Наиболее известные варианты сырного фондю:
Швейцарские фондю
- Кантона Во: сыр Грюйер;
- «Муатье-муатье» (фр. moitié-moitié — пополам):
  - Невшательское: сыры Грюйер и Эмменталь;
  - Фрибурское: сыры Грюйер и фрибурский Вашеран[англ.] (часто острое, с добавлением красного перца). Вместо хлеба часто используется картофель. Это единственное фондю, в приготовлении которого не используется вино. Сыр расплавляют в нескольких ложках воды на медленном огне;
- Центрально-швейцарское[англ.]: сыры Грюйер, Эмменталь и Сбринц;
- Женевское: сыр Грюйер (желательно выдержанный) с небольшим количеством сыров Эмменталь и Вале. Иногда добавляются нарезанные обжаренные сморчки;
- Города Интерлакен: сыры Грюйер, Аппенцеллер, Эмменталь;
- Томатное: сыры Грюйер и Эмменталь, измельчённые помидоры, вино;
- Острое: сыр Грюйер, красный и зелёный перец, чили;
- Грибное: сыры грюйер, фрибурский вашеран и грибы.

Французские фондю
- Савойское: савойские сыры Конте́, Бофор и Эмменталь или же местные сыры (Реблошон, Абонданс);
- Юрское: выдержанный и обычный Конте́;
- Овернское: сыры Сен-Нектер, Канталь и Фурм-д’Амбер.

Итальянское фондю
- Аостское: с мягким сыром Фонтина (итал. Fonduta alla valdostana, фр. Fondue à la valdôtaine[2])[3];
- Пьемонтское.

### Фондю по-китайски
Фондю по-китайски (фр. Fondue Chinoise, кит. 火锅 — «хо го», «китайский самовар», «горящий котёл») называется «фондю» условно, так как готовится без сыра: на стол подаётся кастрюлька с овощным либо грибным бульоном, под которую ставится маленькая горелка, обеспечивающая непрерывное кипение. Ломтики тонко нарезанного сырого мяса макаются в кипящий бульон, где они моментально провариваются, и затем в соус — после чего их можно есть. В конце трапезы получившийся в кастрюльке мясной бульон разливается по тарелкам и также съедается.